# Hoor de eng'len zingen d'eer
Hoor de eng'len zingen d'eer (Engels: Hark! The Herald Angels Sing) is een kerstlied, waarvan de oorspronkelijke Engelse tekst is geschreven door Charles Wesley, de broer van John Wesley. Het verscheen in 1739 in "Hymns And Sacred Poems". De originele openingsregel was "Hark! how all the welkin rings"; de versie vandaag de dag is het resultaat van veranderingen door verschillende mensen. Vele hymnes uit de achttiende eeuw bestonden merendeels uit geschreven tekst zonder muziek. De zang was belangrijker dan de melodieën in een lied of vers. De melodie die tegenwoordig wordt gebruikt voor dit lied is gebaseerd op een deel uit Felix Mendelssohns cantate Festgesang uit 1840.
De Nederlandse dichter Willem Barnard vertaalde de tekst van Wesley tot het lied Hoor de eng'len zingen d'eer. Dit is opgenomen onder nummer 135 in het Liedboek voor de Kerken
Het lied is te horen in de film Jumanji uit 1995. Het wordt dan gezongen tijdens het Kerstfeest aan het eind van de film.

## Zangteksten
| Nederlandse tekst | Engelse tekst |
| --- | --- |
| Hoor de eng'len zingen d'eer van de nieuwgeboren Heer! Vreed' op aarde, 't is vervuld: God verzoent der mensen schuld. Voegt u, volken, in het koor, dat weerklinkt de hemel door, mensentong en eng'lenstem, zingt het Kind van Bethlehem! Hoor de eng'len zingen d'eer van de nieuwgeboren Heer! Hij, die heerst op 's hemels troon, Christus d'eeuw'ge Vaders Zoon, wordt geboren uit een maagd op de tijd die God behaagt. Vleesgeworden woord van God, mens geworden om ons lot. U, der mensen een, o Heer, U Immanuel, zij eer! Hoor de eng'len zingen d'eer van de nieuwgeboren Heer! Heil de Vorst der eeuwigheid, Zonne der gerechtigheid! Van zijn vleug'len dalen neer, licht en leven altijd weer. Lof U, die Uw glorie deed, schuilen in het aardekleed, opdat wij, van zonde rein, nieuwgeboren zouden zijn. Hoor de eng'len zingen d'eer van de nieuwgeboren Heer! | Hark! the herald angels sing, "Glory to the new born King, peace on earth, and mercy mild, God and sinners reconciled!" Joyful, all ye nations rise, join the triumph of the skies; with th' angelic host proclaim, "Christ is born in Bethlehem!" Hark! the herald angels sing, "Glory to the new born King!" Christ, by highest heaven adored; Christ, the everlasting Lord; late in time behold him come, offspring of a virgin's womb. Veiled in flesh the Godhead see; hail th' incarnate Deity, pleased with us in flesh to dwell, Jesus, our Emmanuel. Hark! the herald angels sing, "Glory to the new born King!" Hail the heaven-born Prince of Peace! Hail the Sun of Righteousness! Light and life to all he brings, risen with healing in his wings. Mild he lays his glory by, born that we no more may die, born to raise us from the earth, born to give us second birth. Hark! the herald angels sing, "Glory to the new born King!" |